# Дюгийе, Пернетта
Пернетта Дюгийе (ок. 1520 — 7 июля 1545) — французская поэтесса эпохи Возрождения.
Она родилась в знатной семье в Лионе и вышла замуж в 1537 или 1538 году за человека по фамилии Дюгийе. Весной 1536 года она познакомилась с поэтом Морисом Сэвом (ей было 16, ему 35) и стала его поэтической музой, вдохновив на поэму «Делия» (Délie object de plus haute vertu). Благодаря этой работе она стала известна. Жила в Лионе. После её смерти её стихи были опубликованы в Rymes de Gentille et Vertueuse Dame, Pernette du Guillet.
Её имя включено в композицию «Этаж наследия» Джуди Чикаго.